# Regierung Werner-Thorn-Flesch

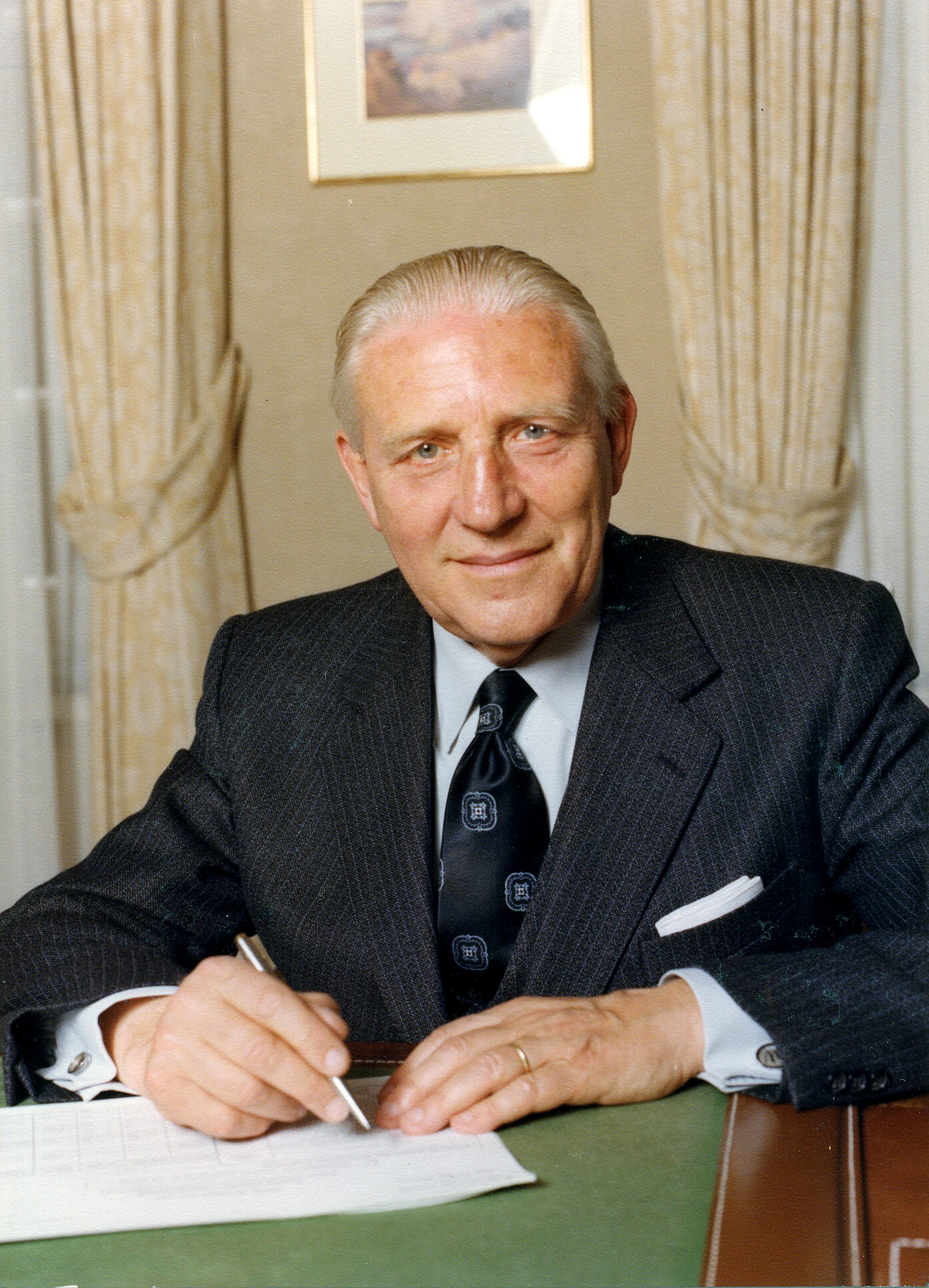
Pierre Werner war zwischen 1959 und 1974 sowie erneut von 1979 bis 1984 Premierminister von Luxemburg.

Die Regierung Werner-Thorn-Flesch (Alternativname: Regierung Werner V) wurde in Luxemburg am 16. Juli 1979 von Premierminister Pierre Werner von der Chrëschtlech Sozial Vollekspartei (CSV) nach der Kammerwahl vom 10. Juni 1979 gebildet. Sie löste die Regierung Thorn-Vouel-Berg ab und blieb bis zur Ablösung durch die Regierung Santer-Poos I am 20. Juli 1984 im Amt. Der Regierung gehörten Vertreter der Chrëschtlech Sozial Vollekspartei (CSV) sowie der Demokratesch Partei (DP) an.

## Minister
Der Regierung gehörten folgende Minister an:
| Amt                                                               | Amtsinhaber                 | Partei | Beginn der Amtszeit             | Ende der Amtszeit               |
| ----------------------------------------------------------------- | --------------------------- | ------ | ------------------------------- | ------------------------------- |
| Premierminister, Kulturminister                                   | Pierre Werner               | CSV    | 16. Juli 1979                   | 20. Juli 1984                   |
| Vize-Premierminister, Justizminister                              | Gaston Thorn Colette Flesch | DP     | 16. Juli 1979 22. Juli 1980     | 20. November 1980 20. Juli 1984 |
| Außenminister                                                     | Gaston Thorn Colette Flesch | DP     | 16. Juli 1979 22. Juli 1980     | 20. November 1980 20. Juli 1984 |
| Minister für nationale Wirtschaft und Mittelstand                 | Gaston Thorn Colette Flesch | DP     | 16. Juli 1979 22. Juli 1980     | 20. November 1980 20. Juli 1984 |
| Minister für Gesundheit und Verteidigung                          | Émile Krieps                | DP     | 16. Juli 1979                   | 20. Juli 1984                   |
| Minister für Leibeserziehung und Sport                            | Émile Krieps                | DP     | 16. Juli 1979                   | 20. Juli 1984                   |
| Minister für Landwirtschaft, Weinbau, Wasser- und Forstwirtschaft | Camille Ney Ernest Mühlen   | CSV    | 16. Juli 1979 21. Dezember 1982 | 3. Dezember 1982 20. Juli 1984  |
| Minister für Umwelt und Energie                                   | Joseph Barthel              | DP     | 16. Juli 1979                   | 20. Juli 1984                   |
| Minister für Verkehr und Kommunikation                            | Joseph Barthel              | DP     | 16. Juli 1979                   | 20. Juli 1984                   |
| Finanzminister                                                    | Jacques Santer              | CSV    | 16. Juli 1979                   | 20. Juli 1984                   |
| Minister für Arbeit und soziale Sicherheit                        | Jacques Santer              | CSV    | 16. Juli 1979                   | 20. Juli 1984                   |
| Minister für den öffentlichen Dienst und öffentliche Arbeiten     | René Konen                  | DP     | 16. Juli 1979                   | 20. Juli 1984                   |
| Innenminister                                                     | Jean Wolter Jean Spautz     | CSV    | 16. Juli 1979 3. März 1980      | 25. Februar 1980 20. Juli 1984  |
| Minister für Familien, Wohnungsbau und soziale Solidarität        | Jean Wolter Jean Spautz     | CSV    | 16. Juli 1979 3. März 1980      | 25. Februar 1980 20. Juli 1984  |
| Minister für Bildung und Tourismus                                | Fernand Boden               | CSV    | 16. Juli 1979                   | 20. Juli 1984                   |